# Джорджія Сіммерлінг
Джорджія Сіммерлінг (англ. Georgia Simmerling, нар. 11 березня 1989, Ванкувер, Канада) — канадська велоперегонниця, бронзова призерка Олімпійських ігор 2016 року.

## Виступи на Олімпіадах
| Олімпіада           | Дисципліна                    | Місце |
| ------------------- | ----------------------------- | ----- |
| Ванкувер 2010       | супергігант                   | 27    |
| Сочі 2014           | скікрос                       | 14    |
| Ріо-де-Жанейро 2016 | командна гонка переслідування | 3     |

## Особисте життя
Сіммерлінг підтримує стосунки зі Стефані Лаббе з 2016 року.